# 森本泉

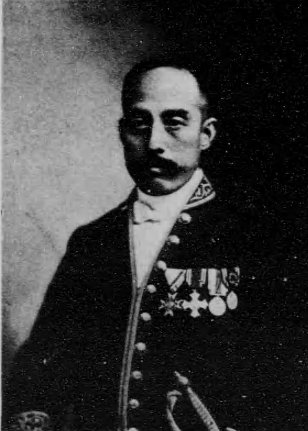
森本泉

森本 泉（もりもと いずみ、1873年（明治6年）4月13日 - 1956年（昭和31年）2月18日）は、日本の大蔵・内務官僚。官選山形県知事。

## 経歴
高知県土佐郡上街本町筋（現:高知市上町）で、旧高知藩士・森本安秀の長男として生まれる。1891年7月、高知県尋常中学校を卒業。1897年、慶應義塾大学部理財科を卒業。1901年11月、文官高等試験行政科試験に合格。大蔵省に入省し理財局に配属された。
以後、税関監視官、函館税関監視部長、税関事務官兼税務官、函館税務署長、大阪税関監視部長などを歴任。1910年5月20日、内務省に転じ長野県事務官に就任。以後、長野県警察部長、栃木県内務部長、富山県内務部長などを歴任。
1921年7月19日、山形県知事に就任。1922年10月16日、知事を休職。1923年2月28日、依願免本官となり退官した。
その後、横浜市助役、神宮家庭寮長、財団法人土佐協会評議員を務めた。